# Protium boomii
Protium boomii är en tvåhjärtbladig växtart som beskrevs av D.C. Daly. Protium boomii ingår i släktet Protium och familjen Burseraceae. Inga underarter finns listade i Catalogue of Life.